# Tim Wood (coureur)
Tim Wood was een Brits motorcoureur en winnaar van de Isle of Man TT van 1913. 
Tim Wood debuteerde in de TT van 1913 met een Scott met tweetaktmotor. Het deelnemersveld in de Senior TT brak alle records: 93 deelnemers met 32 merken. Het reglement was wat vreemd: De 350cc-Junior TT reed op woensdag twee ronden en de Senior TT reed op woensdag drie ronden. Op vrijdag kwamen beide klassen tegelijk in de baan om nog vier ronden te rijden. Na het eerste deel van de race op woensdag leidde Tim Wood voor Frank Bateman (Rudge) en Alfie Alexander (Indian). In het tweede deel op vrijdag leidde Bateman, tot hij bij Creg-ny-Baa verongelukte. Tim Wood reed de snelste ronde (een nieuw record van 52 mijl per uur) en won de klasse.
Aan de start van de Senior TT van 1914 stonden 97 coureurs op 35 verschillende merken. Tim Wood had een goede start en reed een nieuw ronderecord van 53,5 mijl per uur, maar viel uit door een verbrande ontstekingsmagneet. 
Door het uitbreken van de Eerste Wereldoorlog werd er vijf jaar lang niet geracet. Daarna kwam Tim Wood niet meer voor in de resultaten.